# الحضن (بني العوام)

تعديل مصدري - تعديل

الحضن هي إحدى قرى عزلة بني غشيم بمديرية بني العوام التابعة لمحافظة حجة، بلغ تعداد سكانها 287 نسمة حسب تعداد اليمن لعام 2004.